# Dohrniphora curvispinosa
Dohrniphora curvispinosa är en tvåvingeart som beskrevs av Borgmeier 1923. Dohrniphora curvispinosa ingår i släktet Dohrniphora och familjen puckelflugor. Inga underarter finns listade i Catalogue of Life.